# 침산정
침산정(砧山亭)은 대구광역시 북구 침산동 오봉산(침산) 정상에 위치한 대구광역시의 공원이자 유적/문화유산이다. 2008년에 건립된 침산정은 대구광역시 북구청에서 주민들의 자긍심을 높이기 위해 조성되었으며, 현재 침산공원 내에 있다. 침산정은 대구광역시 북구 8경 중 하나로 아름다운 풍경을 자랑한다.

## 역사
침산정은 조선 전기의 대구 출신 문인인 서거정(徐居正, 1420~1488)이 읊은 「대구십영(大邱十詠)」의 구절 중 제10경 ‘침산만조(砧山晚照)’를 기반으로 하여 지어졌다. 「침산만조」는 침산에서 바라본 저녁 노을을 노래한 시로, 그 내용은 “물은 굽이 돌고 산은 끝났는데, 침산의 푸른 숲에 가을빛이 어리었네. 어디선가 해 질 녘 방아 소리가 들려오고, 서쪽으로 지는 햇빛이 손님의 시름을 찧는 듯하다”라는 구절이 포함되어 있다. 침산정에 오르면 이 시에서 묘사된 저녁 노을의 아름다운 풍경을 감상할 수 있으며, 정자 주변 바위에는 「침산만조」의 원문과 노산 이은상의 번역문이 새겨져 있다. 침산에는 조선시대에 여제단(厲祭壇)이 있었으며, 지금은 침산공원이 조성되어 있다.

## 형태
침산정은 목조 팔작지붕 와가로 2층 건물이며, 정면 4칸, 측면 2칸으로 구성되어 있다. 목조 건축의 특유의 아름다움과 전통적인 건축 양식을 잘 보여주는 구조로, 주변 경관과 조화를 이루며 침산의 자연미를 더하고 있다.

## 의의와 평가
침산정을 건립함으로써 서거정이 읊은 대구십영의 의미를 되새기며, 침산에서 바라본 아름다운 저녁 노을을 직접 체험할 수 있는 기회를 제공하고 있다. 침산정은 주민들에게 문화적 자긍심을 높여주는 장소일 뿐만 아니라, 대구를 찾는 관광객들에게도 전통과 자연의 조화를 경험하게 해주는 중요한 명소로 평가받고 있다.

## 교통
대중교통으로 버스 이용시 대구역앞 (05-323) 정류장에서 101번 (파계사방면) 버스 탑승 후 북대구세무서 앞 정류장에 하차하면 도보 5분 내외로 도착할 수 있다.